# Bezirk Dembica
Bezirk Dembica – dawny powiat (Bezirk) kraju koronnego Królestwo Galicji i Lodomerii, funkcjonujący w latach 1854–1867. Siedzibą starostwa było miasto Dembica (Dębica).

## Historia
Bezirk Dembica utworzono w ramach reformy uwłaszczeniowej z okresu Wiosny Ludów (1848–1849), która likwidowała jurysdykcję właściciela ziemskiego nad poddanymi. W Galicji, dominium – jako podstawowa jednostka administracyjna i filar systemu feudalnego straciło rację bytu. Konieczne stało się zatem wprowadzenie nowego systemu administracyjnego, którego zręby powstały w latach 1851–1855. Nowy trójstopniowy podział administracyjny objął 21 cyrkułów (niem. Kreise), 179 małych powiatów (niem. Bezirke) i ponad 6000 gmin (niem. Gemeinde). 
Bezirk Dembica objął obszar o wielkości 6,0 mil², zamieszkany przez 23.521 ludzi i podzielony na 35 gmin katastralnych, w tym jedno miasto (Dembica). Wszedł w skład cyrkułu tarnowskiego, jako jeden z jego dziesięciu powiatów. Bezirk Dembica posiadał na wschodzie małą eksklawę na terenie Bezirk Ropczyce, stanowiącą część gminy Niedźwiada.
Po nadaniu Galicji autonomii oraz powołaniu samorządu gminnego i powiatowego w 1865 zlikwidowano cyrkuły (Kreise). Dotychczasowe małe powiaty (Bezirke) w liczbie 179, utrzymały się do 1867 roku, kiedy to w następstwie kolejnej reformy administracyjnej (23 stycznia 1867) zostały zastąpione przez 74 większych powiatów. Obszar zniesionego Bezirk Dembica wszedł wtedy w skład nowych powiatów pilzneńskiego i ropczyckiego (vide podział w tabeli poniżej). 19 czerwca 1867 i 1 sierpnia 1878 zmieniono granice tych powiatów, tak że ostatecznie wszystkie gminy dawnego Bezirk Dembica znalazły się w powiecie ropczyckim.

## Podział administracyjny (1854)
| Lp. | Gmina jednostkowa               | Powierzchnia | Ludność | Powiat w 1867 po zniesieniu |
| --- | ------------------------------- | ------------ | ------- | --------------------------- |
| 1   | Dembica (M)                     | 1390         | 1730    | pilzneński                  |
| 2   | Braciejowa                      | 2615         | 597     | pilzneński                  |
| 3   | Grabiny z Miłoniszem i Dąbrówką | 1335         | 353     | pilzneński                  |
| 4   | Kawęczyn                        | 755          | 799     | pilzneński                  |
| 5   | Motyczna Góra                   | 1580         | 648     | pilzneński                  |
| 6   | Nagawczyna                      | 965          | 448     | pilzneński                  |
| 7   | Pustynia, Kandzierz i Kozłów    | 2115         | 728     | pilzneński                  |
| 8   | Sepnica i Stusłowa              | 1335         | 544     | ropczycki                   |
| 9   | Stasiówka                       | 1175         | 589     | pilzneński                  |
| 10  | Stobierna                       | 1195         | 403     | pilzneński                  |
| 11  | Straszęcin                      | 1670         | 486     | pilzneński                  |
| 12  | Wola Wielka Stawna i Zawierzbie | 1040         | 664     | pilzneński                  |
| 13  | Zawada                          | 1430         | 653     | pilzneński                  |
| 14  | Bobrowa i Wola                  | 2665         | 841     | pilzneński                  |
| 15  | Brzeźnica i Wola                | 1970         | 609     | pilzneński                  |
| 16  | Paszczyna i Kochanówka          | 2230         | 758     | ropczycki                   |
| 17  | Gawrzyłowa                      | 2010         | 772     | pilzneński                  |
| 18  | Korzeniów                       | 1435         | 356     | pilzneński                  |
| 19  | Latoszyn                        | 1580         | 466     | pilzneński                  |
| 20  | Mała                            | 2770         | 1170    | ropczycki                   |
| 21  | Brzezówka                       | 1285         | 410     | ropczycki                   |
| 22  | Lubzina                         | 830          | 222     | ropczycki                   |
| 23  | Niedźwiada                      | 3710         | 1923    | ropczycki                   |
| 24  | Łopuchowa                       | 1750         | 689     | ropczycki                   |
| 25  | Nagoszyn                        | 3880         | 1431    | pilzneński                  |
| 26  | Okonin                          | 730          | 286     | ropczycki                   |
| 27  | Ostrów Wojtarski                | 2100         | 789     | ropczycki                   |
| 28  | Podgrodzie i Grabówka           | 1795         | 527     | pilzneński                  |
| 29  | Męciszów                        | 1165         | 421     | pilzneński                  |
| 30  | Pustków                         | 3475         | 723     | pilzneński                  |
| 31  | Wola Pustkowska                 | 3475         | 184     | pilzneński                  |
| 32  | Skrzyszów                       | 1565         | 623     | ropczycki                   |
| 33  | Gumniska-Fox                    | 1805         | 795     | pilzneński                  |
| 34  | Wolica                          | 995          | 206     | pilzneński                  |
| 35  | Żyraków i Wola                  | 1965         | 678     | pilzneński                  |

Objaśnienie:
(M) = miasto; (m) = miasteczko